# Mechanicville
Mechanicville és una ciutat del Comtat de Saratoga a l'Estat de Nova York dels Estats Units d'Amèrica.

## Demografia
Segons el cens del 2000, Mechanicville tenia 5.019 habitants, 2.219 habitatges, i 1.275 famílies. La densitat de població era de 2.334,8 habitants per km².
Dels 2.219 habitatges en un 29,1% hi vivien nens de menys de 18 anys, en un 40,9% hi vivien parelles casades, en un 12,3% dones solteres, i en un 42,5% no eren unitats familiars. En el 36,5% dels habitatges hi vivien persones soles el 19,4% de les quals corresponia a persones de 65 anys o més que vivien soles. El nombre mitjà de persones vivint en cada habitatge era de 2,26 i el nombre mitjà de persones que vivien en cada família era de 2,97.
Per edats la població es repartia de la següent manera: un 24,4% tenia menys de 18 anys, un 8,2% entre 18 i 24, un 30,1% entre 25 i 44, un 18,5% de 45 a 60 i un 18,7% 65 anys o més.
L'edat mediana era de 36 anys. Per cada 100 dones de 18 o més anys hi havia 82,7 homes.
La renda mediana per habitatge era de 34.509 $ i la renda mediana per família de 42.143 $. Els homes tenien una renda mediana de 32.825 $ mentre que les dones 25.143 $. La renda per capita de la població era de 17.236 $. Entorn del 6,5% de les famílies i el 8% de la població estaven per davall del llindar de pobresa.

## Poblacions properes
El següent diagrama mostra les poblacions més properes.